# Nils Schmid
Pour les articles homonymes, voir Schmid.
Nils Schmid, né le 11 juillet 1973 à Trèves, est un homme politique allemand, membre du Parti social-démocrate d'Allemagne (SPD).

## Vie professionnelle: formation et carrière
Il passe son Abitur en 1993 à Filderstadt, accomplit son service civil d'un an dans une maison de retraite, puis entre à l'université de Tübingen pour y suivre des études supérieures de droit. Il les achève par l'obtention de son premier diplôme juridique d'État en 1999, décrochant le second deux ans plus tard après avoir effectué son stage chez Energiedienst Holding AG.
Devenu avocat, il obtient un doctorat de droit en 2006.
Outre l'allemand, sa langue maternelle, il parle couramment le français.

## Vie politique

### L'ascension
En 1991, il adhère au Parti social-démocrate d'Allemagne (SPD), et est élu président des Jeunes socialistes (Jusos) de l'arrondissement d'Esslingen à peine deux ans plus tard. À ce titre, et jusqu'à la fin de son mandat, en 1997, il est également vice-président du SPD de l'arrondissement. Il entre au Landtag de Bade-Wurtemberg en 1997, en qualité de suppléant, et se voit réélu lors des élections du 25 mars 2001. Nommé porte-parole du groupe SPD pour les Finances au mois de juin suivant, il en est désigné vice-président après le scrutin du 26 mars 2006.

### Chef de l'opposition régionale
Le 10 janvier 2008, à la suite de la démission d'Ute Vogt, il se présente à la présidence du groupe parlementaire régional, qu'il perd face à Claus Schmiedel, par dix-huit voix contre vingt. Cela ne l'empêche pas, le 21 novembre 2009, de se lancer dans la course à la présidence du SPD du Bade-Wurtemberg, après qu'Ute Vogt y ait également renoncé. Lors d'un vote consultatif des militants, il remporte 46,2 % des voix, tandis que Schmiedel finit troisième avec 22,8 %. Le 27 novembre, Nils Schmid est élu président régional du parti, lors du congrès de Karlsruhe, avec 88,6 % des voix des délégués.
Il est choisi, lors d'un congrès extraordinaire à Ulm le 16 octobre 2010, comme chef de file (spitzenkandidat) social-démocrate pour les élections législatives régionales du 27 mars 2011, en recueillant 92 % des suffrages.

### Vice-ministre-président
Ayant formé une coalition avec l'Alliance 90 / Les Verts, qui l'a devancée lors des élections, il est nommé vice-ministre-président, ministre des Finances et de l'Économie du Land le 12 mai 2011. Il est relevé de ses fonctions en 2016 après la fin de la coalition verte-rouge au pouvoir.

### Député au Bundestag
Pour les élections fédérales allemandes de 2017, Nils Schmid se présente comme candidat du SPD pour la circonscription électorale de Nürtingen. Battu au scrutin uninominal, il est cependant élu sur la liste du SPD en Bade-Wurtemberg. En 2018, il est nommé porte-parole pour les affaires étrangères du groupe SPD. Depuis 2019, il est membre de l'Assemblée parlementaire franco-allemande. De plus, il s'engage dans un groupe de travail pour le traité de l'Élysée qui est composé de neuf députés de l'Assemblée nationale française et de neuf députés du Bundestag. Ce groupe vise à élaborer un traité parlementaire franco-allemand.

## Vie privée
Marié à une femme d'origine turque, avec qui il a eu un fils et une fille, il est de confession protestante et vit à Reutlingen.

### Source
- (de) Cet article est partiellement ou en totalité issu de l’article de Wikipédia en allemand intitulé « Nils Schmid » (voir la liste des auteurs).